# Aldemir da Silva Junior
Aldemir Gomes da Silva Júnior (Rio de Janeiro, 8 giugno 1992) è un velocista brasiliano.

## Palmarès
| Anno | Manifestazione          | Sede           | Evento      | Risultato  | Prestazione | Note                                     |
| ---- | ----------------------- | -------------- | ----------- | ---------- | ----------- | ---------------------------------------- |
| 2012 | Giochi olimpici         | Londra         | 200 m piani | Semifinale | 20"63       |                                          |
| 2012 | Giochi olimpici         | Londra         | 4x100m      | Batteria   | 38"35       |                                          |
| 2013 | Mondiali                | Mosca          | 200 m piani | Batteria   | 20"73       |                                          |
| 2014 | World Relays            | Nassau         | 4×100 m     | 4º         | 38"40       |                                          |
| 2014 | Giochi sudamericani     | Santiago       | 200 m piani | Oro        | 20"32       | Record dei Giochi                        |
| 2014 | Giochi sudamericani     | Santiago       | 4x100 m     | Oro        | 38"90       | Record dei Giochi                        |
| 2015 | World Relays            | Nassau         | 4×100 m     | 4º         | 38"63       |                                          |
| 2015 | Giochi panamericani     | Toronto        | 200 m piani | Semifinale | 20"65       |                                          |
| 2015 | Giochi panamericani     | Toronto        | 4×100 m     | Argento    | 38"68       |                                          |
| 2015 | Mondiali                | Pechino        | 200 m piani | Batteria   | 20"59       |                                          |
| 2015 | Mondiali                | Pechino        | 4x100m      | Batteria   | dnf         |                                          |
| 2016 | Giochi olimpici         | Rio de Janeiro | 200 m piani | Batteria   | 20"80       |                                          |
| 2017 | Campionati sudamericani | Asunción       | 200 m piani | Finale     | dns         |                                          |
| 2017 | Campionati sudamericani | Asunción       | 4x100 m     | Oro        | 39"47       |                                          |
| 2017 | Mondiali                | Londra         | 200 m piani | Batteria   | 20"82       |                                          |
| 2017 | Universiadi             | Taipei         | 200 m piani | Semifinale | dq          |                                          |
| 2017 | Universiadi             | Taipei         | 4x100 m     | Batteria   | 39"80       |                                          |
| 2018 | Giochi sudamericani     | Cochabamba     | 100 m piani | 5º         | 10"32       |                                          |
| 2018 | Giochi sudamericani     | Cochabamba     | 200 m piani | 4º         | 20"31       |                                          |
| 2018 | Giochi sudamericani     | Cochabamba     | 4x100 m     | Bronzo     | 39"54       |                                          |
| 2019 | Mondiali                | Doha           | 200 m piani | Batteria   | 20"44       |                                          |
| 2021 | Giochi olimpici         | Tokyo          | 200 m piani | Batteria   | 20"84       | Miglior prestazione personale stagionale |